# Laura Österberg Kalmari
Laura Österberg Kalmari, née le 27 mai 1979 à Kirkkonummi, est une footballeuse finlandaise évoluant au poste d'attaquante. Internationale finlandaise (130 sélections et 41 buts depuis 1996), elle évolue à l'AIK Solna. Au cours de sa carrière, elle a remporté deux Coupe de l'UEFA avec l'Umeå IK, détient le record de buts marqués pour la Finlande et a été désignée à cinq reprises meilleure footballeuse finlandaise (1999, 2003, 2006, 2009 et 2010). Elle a également fait partie de la sélection finlandaise lors de l'Euro 2005 au cours duquel la Finlande atteint les demi-finales. Elle est connue pour sa vitesse et une grande qualité technique balle aux pieds.

## Palmarès

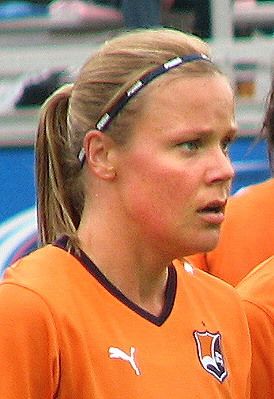
Laura Österberg Kalmari avant un match

- Vainqueur de la Coupe de l'UEFA : 2003 et 2004 (Umeå IK).